# Acanthocreagris lycaonis
Espèce
Acanthocreagris lycaonis est une espèce de pseudoscorpions de la famille des Neobisiidae.

## Distribution
Cette espèce est endémique du Péloponnèse en Grèce. Elle se rencontre à Tripoli dans la grotte Spilia tou Garzeniko.

## Publication originale
- Mahnert, 1978 : Weitere Pseudoskorpione (Arachnida Pseudoscorpiones) aus griechischen Höhlen. Annales Musei Goulandris, vol. 4, p. 273-298.